# Szwadron Kawalerii KOP „Czortków”
Szwadron Kawalerii KOP „Czortków” – pododdział kawalerii Korpusu Ochrony Pogranicza.

## Historia Szwadronu
Do 1 marca 1925, w Czortkowie, w składzie 4 Brygady Ochrony Pogranicza sformowany został 13 Szwadron Kawalerii. W skład szwadronu wchodzić miały cztery plutony liniowe i drużyna dowódcy szwadronu. Stany szwadronu były zbliżone do stanów szwadronów formowanych w 1924.
Szwadron był podstawową jednostką taktyczną kawalerii KOP. Zadaniem szwadronu było prowadzenie działań pościgowych, patrolowanie terenu, w dzień i w nocy, na odległości nie mniejsze niż 30 km, a także utrzymywanie łączności między odwodami kompanijnymi, strażnicami i sąsiednimi oddziałami oraz eskortowanie i organizowanie posterunków pocztowych. Wymienione zadania szwadron realizował zarówno w strefie nadgranicznej, będącej strefą ścisłych działań KOP, jak również w pasie ochronnym sięgającym około 30 km w głąb kraju.
W lipcu 1929 pododdział przemianowany został na Szwadron Kawalerii KOP „Czortków” i podporządkowany dowódcy Pułku KOP „Czortków”, a pod względem wyszkolenia inspektorowi Grupy Szwadronów „Południe”. W 1934, w ramach podziału szwadronów kawalerii KOP na trzy grupy inspekcyjne, jednostka wraz ze Szwadronami KOP „Hnilice Wielkie” i „Zaleszczyki” podporządkowana została inspektorowi południowej grupy szwadronów. W 1937, po likwidacji Pułku KOP „Czortków”, szwadron podporządkowany został bezpośrednio dowódcy Brygady KOP „Podole”. W listopadzie 1938 pododdział przeformowany został na etat szwadronu kawalerii typu II, stacjonującego w miejscu postoju batalionu KOP (Batalion Odwodowy KOP „Czortków”).
27 sierpnia 1939 po godz. 17.00 zarządzona została mobilizacja alarmowa pododdziału. Zgodnie z założeniami planu mobilizacyjnego „W” Szwadron Kawalerii KOP „Czortków”, po zakończeniu mobilizacji, wszedł w skład 36 Dywizji Piechoty (rezerwowej) jako szwadron kawalerii dywizyjnej. 31 sierpnia 1939 o godz. 23.40 szwadron wyjechał z Czortkowa.

## Działania
4 września 1939 o świcie szwadron pod dowództwem rtm. Bronisława Riczki został wyładowany z transportów kolejowych w rejonie Szydłowca. Wieczorem tego dnia szwadron przybył do wsi Kozia Wola na wschód od Końskich. Pomiędzy 36 DP i pozycjami 3 DP istniała 10 - kilometrowa luka. Podobnie sytuacja przedstawiała się na prawym skrzydle, gdzie najbliższym sąsiadem była 29 DP znajdująca się dopiero w rejonie Sulejowa. Dlatego też w nocy 4/5 września pluton kawalerii pod dowództwem plut. Ludwika Waltera wysłano do patrolowania drogi Żarnów – Końskie oraz w celu nawiązania łączności z oddziałami 29 DP.
Rankiem 6 września 1 DLek. ruszyła z Przedborza drogą w kierunku Końskich. W rejonie miejscowości Gustawów – Czermno czołówki 1 DLek. ostrzelały pułkowy pluton kolarzy ze 163 PP por. Rożniatowskiego, który przeprowadzał tam zwiad. Następnie zadanie opóźniania niemieckiej kolumny wzięła na siebie kawaleria dywizyjna rtm. Riczki. Utrzymując kontakt ogniowy z wrogiem szwadron cofał się stopniowo w kierunku Czermna. Silne rozpoznanie pancerne nieprzyjaciela wdarło się do Czermna wypierając z niego kawalerzystów, którzy wycofali się do Fałkowa niszcząc podczas walki 1 czołg. Tego dnia po południu pod Wyszyną Rudzką kawalerzyści stoczyli kolejną walkę z batalionem piechoty niemieckiej, wzmocnionym przez baterię artylerii. Szwadron podczas tej walki poniósł straty, a następnie przez Rudę Maleniecką wycofał się kłusem za rzekę Czarną wioząc kilku rannych na taczankach i konno. Tuż przed zmrokiem, po przejściu ostatniego patrolu kawaleryjskiego przez przeprawę żołnierze I batalionu 163 PP wysadzili most i przystąpili do obrony na linii rzeki.
Po południu 6 września w wyniku walk oddziałów 3 DP Leg. z 3 DLek, polskie zgrupowanie musiało opuścić swoje pozycje nad rzeką Krasną i wycofało się w kierunku Bliżyna. W związku z tym jako rozpoznanie został wysłany w ten rejon jeden z patroli kawalerii dywizyjnej.
Późnym wieczorem 6 września od patroli kawalerii dywizyjnej napłynęły dwa meldunki. Jeden z nich informował dowódcę 36 DP o położeniu oddziałów Wileńskiej BK i batalionów 41 i 76 PP w lasach na wschód od Sulejowa. Nie stwierdzono też ruchów wroga w kierunku Końskich. Podobnie przedstawiała się sytuacja w okolicy Stąporków – Krasna.
7 września, kiedy oddziały 36 DP przygotowywały się do walki na przedpolach Końskich, kawaleria dywizyjna otrzymała rozkaz ubezpieczania dywizji z kierunku północnego. Zgodnie z rozkazem zajęła, więc pozycje pod miejscowością Barycz.
Wieczorem 7 września po bitwie stoczonej z 1 DLek. oddziały 36 DP rozpoczęły odwrót leśnymi drogami w kierunku Szydłowiec – Skarżysko. Płk Ostrowski wraz ze sztabem, kompanią sztabową, kompanią łączności i kawalerią dywizyjną ruszył przodem i o świcie 8 września przekroczył szosę Skarżysko – Szydłowiec. W leśniczówce w lesie Bór pomiędzy miejscowościami Barak i Skarżysko-Książęce ulokował swój sztab ubezpieczając miejsce jego postoju od południa kompanią sztabową, a od północy kawalerią dywizyjną. Zamierzał podjąć próbę utrzymania tego odcinka szosy do czasu nadejścia reszty dywizji.
8 września około godziny 12 niemieckie oddziały zmotoryzowane, wyjeżdżające ze Skarżyska w stronę Szydłowca zaatakowały zgrupowanie płk. Ostrowskiego. Uderzenie przyjęła jako pierwsza kompania sztabowa. W obliczu przewagi nieprzyjaciela, polskie oddziały musiały wycofać się do miejscowości Barak, gdzie broniły się jeszcze do godziny 14. Na skutek ciągłych ataków Niemców i szczupłości sił polskich, pułkownik Ostrowski wydał rozkaz odesłania taborów i kompanii łączności do Iłży. Natomiast sam z pozostałymi siłami wycofał się przez Szydłowiec – Wierzbicę – Skaryszew w kierunku Kozienic. Około godz. 14 do szosy Skarżysko - Szydłowiec podeszły pozostałe siły 36 DP rez. Wobec odcięcia od oddziałów przy których znajdował się dowódca płk B. Ostrowski, dowództwo nad resztą Dywizji objął ppłk. Przemysław Nakoniecznikoff. Podjęto decyzję o przebiciu się, po przeformowaniu oddziałów i krótkim odpoczynku po godz. 15 do natarcia przystąpił 163 pp rez. a następnie 165 pp rez. W walce uczestniczyły także pluton konny kpt. Swobody, 1/7 pal kpt. Pruskiego, kompania zbiorcza ON Kłobuck, batalion zbiorczy z żołnierzy 25 i 27 pp z rozbitej 7 DP. O zmroku Niemcy wycofali się i oddziały przeszły na wschodnią stronę drogi, kierując się na wschód.Bitwa pod Barakiem.
Kawaleria dywizyjna nie mając kontaktu z siłami głównymi, zmuszona do odwrotu, odeszła z miejscowości Barak około godz. 15. Podczas dotychczasowej walki straciła 15 koni. Próba marszu w kierunku Iłży nie powiodła się, w wyniku czego szwadron skręcił na północ, na Wierzbicę – Pionki i wraz z resztkami kawalerii dywizyjnej 12 Dywizji Piechoty, rozbitej po bitwie pod Iłżą, przekroczył Wisłę pod miejscowością Regów. Po 10 września szwadron kawalerii dywizyjnej 36 Dywizji Piechoty został włączony do odtwarzającego się 4 Pułku Ułanów Zaniemeńskich. Następnie w składzie tego pułku szwadron przeszedł w rejon Świdnika.
W dalszych dniach września ułani szwadronu kawalerii dywizyjnej 36 DP walczyli w ramach Brygady Kawalerii płk. Jerzego Grobickiego w Grupie Operacyjnej Kawalerii gen. Władysława Andersa.
24 września polskie zgrupowanie podjęło próbę przedostania się na Węgry, którą zniweczyły atakujące oddziały sowieckie.
27 września ułani 4 Pułku Ułanów Zaniemeńskich, a wśród nich żołnierze szwadronu kawalerii dywizyjnej 36 DP, złożyli broń w okolicach Medyki, uzyskując od Niemców honorową kapitulację.

## Kadra szwadronu
Obsada personalna szwadronu w 1925-1926
- dowódca szwadronu – rtm. Edward Wania (Srebrny Krzyż Zasługi)
- oficer młodszy – por. Zygmunt Elsner (Srebrny Krzyż Zasługi)
- podoficer – wachm. Józef Piszczorowicz (Brązowy Krzyż Zasługi)
- podoficer – wachm. Andrzej Bieleń (Brązowy Krzyż Zasługi)

Obsada personalna szwadronu we wrześniu 1939
- dowódca szwadronu – rtm. Bronisław Riczka († 23 września 1939 Jacnia[5])
- dowódca I plutonu – por. rez. inż. Jan Kanty Kazimierz Stachowicz
- dowódca II plutonu – ppor. rez. Władysław Kaniak
- dowódca III plutonu – ppor. rez. Rudroff[d]
- szef szwadronu – st. wachm. Izydor Koper